# Epeus flavobilineatus
Epeus flavobilineatus är en spindelart som först beskrevs av Carl Ludwig Doleschall 1859.  Epeus flavobilineatus ingår i släktet Epeus och familjen hoppspindlar. Inga underarter finns listade i Catalogue of Life.